# Takayuki Nishigaya
Takayuki Nishigaya (西ヶ谷 隆之 Nishigaya Takayuki?, nacido el 12 de mayo de 1973 en Shizuoka, Shizuoka) es un exfutbolista y entrenador japonés. Actualmente dirige a la selección de fútbol sub-23 de Tailandia.

## Carrera como jugador
Nishigaya nació en Shizuoka el 12 de mayo de 1973. Después de graduarse de la Universidad de Tsukuba, se unió al club de la J1 League Nagoya Grampus Eight con su compañero de equipo Shigeyoshi Mochizuki en 1996. Jugó principalmente como central durante esa primera temporada. En 1998, se mudó a Avispa Fukuoka. Se convirtió en un jugador habitual como lateral izquierdo de una defensa de tres defensas. En 1999, se mudó a Verdy Kawasaki, donde no jugó mucho. En 2000, se mudó a JEF United Ichihara. Aquí tampoco jugó mucho. En 2001, se mudó al club de la J2 League Albirex Niigata. Allí jugó en una variedad de posiciones, como mediocampista defensivo, central y lateral izquierdo. Se retiró al final de la temporada 2001.

## Carrera como entrenador
Después de retirarse, Nishigaya comenzó su carrera como entrenador en su alma mater, Universidad de Tsukuba, en 2003. En 2004, firmó con Tokyo Verdy. Fue entrenador de su equipo juvenil hasta 2009. En 2010, se convirtió en gerente de la Universidad Meiji. En 2012, firmó con Albirex Niigata y se convirtió en entrenador bajo el mando de Hisashi Kurosaki. Sin embargo, renunció con Kurosaki en mayo. En 2013, firmó con Mito HollyHock y se convirtió en entrenador bajo el mando de Tetsuji Hashiratani. En junio de 2015, Hashiratani fue despedido y Nishigaya se hizo cargo del equipo. Dirigió el club hasta 2017. En 2018, se mudó al SC Sagamihara y dirigió el club durante una temporada. En 2022 fue nombrado entrenador de la selección nacional de Singapur. Lideró al equipo de Singapur en una decepcionante Copa AFF, a pesar de una estrecha victoria contra Laos y Birmania, un empate sin goles con la Vietnam, los Lions no lograron clasificarse para las semifinales después de una fuerte derrota por 4-1 como visitante contra la Malasia. Además, el seleccionado quedó eliminado en la tercera ronda de la Clasificación para la Copa Asiática 2023. Nishigaya fue despedido de su cargo por la federación de Singapur el 29 de enero de 2024, tras conseguir solo ocho victorias en 21 partidos.

## Clubes

### Como jugador
| Club                 | País  | Año       |
| -------------------- | ----- | --------- |
| Nagoya Grampus Eight | Japón | 1996-1997 |
| Avispa Fukuoka       | Japón | 1998      |
| Verdy Kawasaki       | Japón | 1999      |
| JEF United Ichihara  | Japón | 2000      |
| Albirex Niigata      | Japón | 2001      |

### Como entrenador
| Club                    | País     | Año       |
| ----------------------- | -------- | --------- |
| Mito HollyHock          | Japón    | 2015-2017 |
| SC Sagamihara           | Japón    | 2018      |
| Matsumoto Yamaga sub-18 | Japón    | 2019-2020 |
| Selección de Singapur   | Singapur | 2022-2024 |